# Toacă

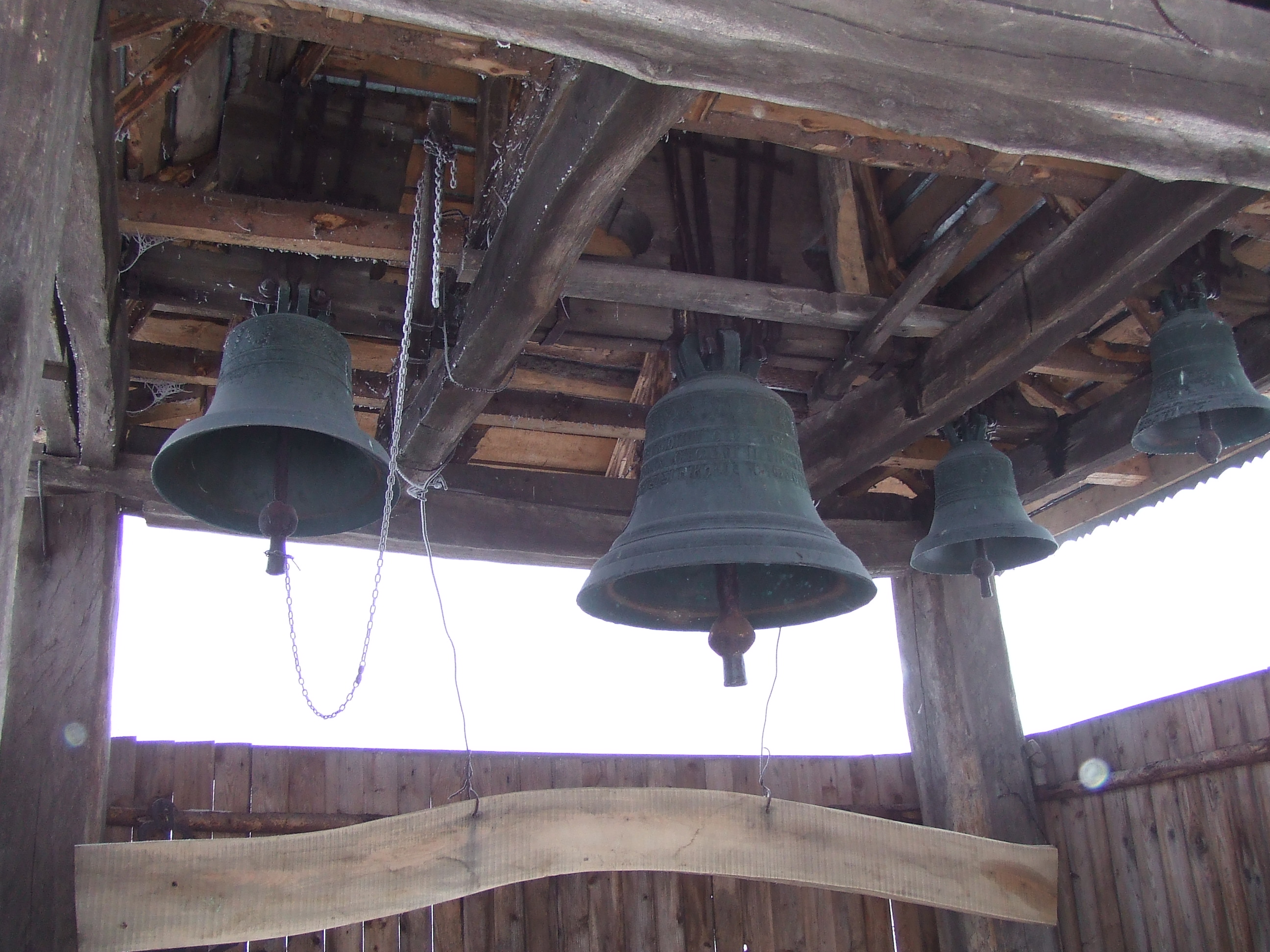
Toaca fixă și clopotele în clopotnița bisericii din Căpușneni, județul Vaslui

Toaca este un instrument muzical de percuție din clasa idiofonelor folosit în liturgica ortodoxă. Toaca și clopotele sunt singurele instrumente muzicale acceptate de Biserica Ortodoxă. 
Toaca este constituită cel mai adesea dintr-o scândură de lemn sau, uneori, dintr-o placă groasă de fier încovoiată, în care se bate cu unul sau două ciocănașe, la orele fixate pentru rugăciune. Percuția se face în mod ritmic și, în funcție de locul în care placa de lemn sau metal este lovită, se pot obține sunete cu înălțimi diferite, creindu-se astfel o linie melodică simplă.
Toaca de lemn este deobicei de 2 feluri: o toacă fixă și o toacă portabilă (cu aceasta din urmă se înconjoară biserica / mănăstirea). Toaca portabilă e adesea o scândură lungă de 2-3 m, lată de 20 cm, și se poartă (adesea la mănăstiri) de către călugări sau călugărițe, care o țin de mijloc cu mâna stânga, iar cu cea dreapta se bate în ea cu un ciocănaș. Toaca portabilă se bate cu o singură mână, toaca fixă se bate cu ambele mâini (fiind susținută). 
Toaca de fier se bate la anumite sărbători mari, ca de exemplu la Paște (ca și toaca de lemn portabilă); atunci se bate împreună cu clopotele, iar cea de lemn nu se bate.

## Istoric

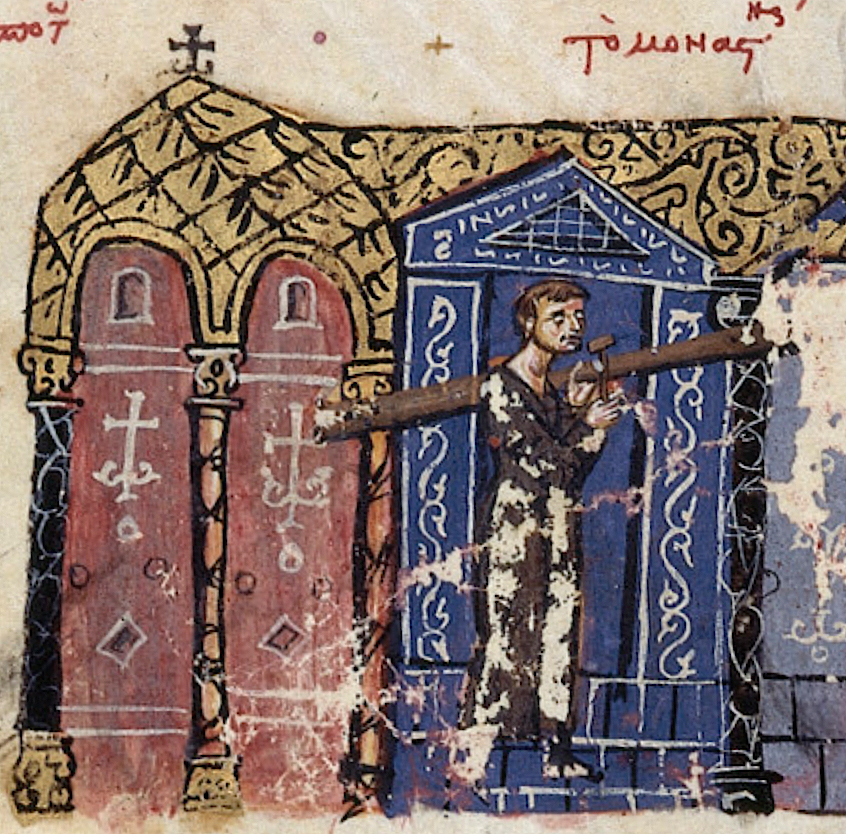
Ilustrație din Skylitzes de la Madrid cu un bărbat cântând la toacă.

Cele mai timpurii mențiuni despre toacă, din lumea creștină, datează din sec. VI. Dar, mai întâi, a apărut toaca și numai apoi clopotul. Simbolistica lemnului este legată de lemnul crucii. Toaca este confecționată cel mai des din lemn de fag, dar și din alte feluri de lemn, în funcție de rezonanța dorită, mai rar din fier. În general, toaca se folosește pentru a chema credincioșii la slujbă. În anumite perioade, cum ar fi între Joia Mare și Paște, nu se trage clopotul, ci se bate numai toaca. Toate bisericile românești au clopote, în timp ce numai o parte din ele au și toacă (mai ales bisericile vechi și mănăstirile).

## Toaca în textele religioase
În Peștera comorilor, un text apocrif siriac din secolul al V-lea sau al VI-lea, este prezentată o legendă ce explică apariția și folosirea toacei. După ce Noe a terminat de construit arca, Dumnezeu i-a poruncit să fabrice o toacă din lemn de trei coți lungime și un cot și jumatate lățime și un ciocan din același lemn. În această toacă Noe trebuia să bată de trei ori pe zi, dimineața devreme, la prânz și seara, după apusul soarelui, pentru a-i aduna și informa pe oameni despre iminența potopului și a-i îndemna să se pocăiască și să se convertească. Această legendă a fost folosită de Lucian Blaga în piesa Arca lui Noe.
Altă tradiție spune că toaca reprezintă ultima scândură care i-a rămas lui Noe, după ce a isprăvit de construit arca, în care a bătut spre a chema animalele să urce în arcă.

## Când se bate toaca
Toaca și clopotul au rolul de a anunta începutul slujbei și de a chema credincioșii. În liturghia ortodoxă toaca are un rol de delimitare temporală (trecerea de la timpul profan la cel liturgic) și spațială (delimitarea spațiului liturgic de cel cotidian prin înconjurarea bisericii cu toaca).
Timpul când se bate „toaca”: „pe la toacă” înseamnă pe la ceasurile 15-16 după amiază (se bate când se apropie slujba de seară - vecernia).
Toaca se utilizează în toate țările ortodoxe, inclusiv în lăcașurile de cult greco-catolic. Poate fi amplasată în clopotniță sau undeva sub streașina bisericii. Ea se bate, de obicei, la începutul diferitelor slujbe și mai ales la slujbele de noapte. Există însă destule variații de la o parohie la alta. Toaca nu înlocuiește clopotul, deci pot fi folosite simultan. Astăzi s-a format o adevărată artă în jurul clopotelor și toacei. Clopotul și toaca se bat alternativ, de obicei în trei „stări”, adică toaca, apoi clopotele, apoi toaca, și tot așa, de trei ori fiecare.

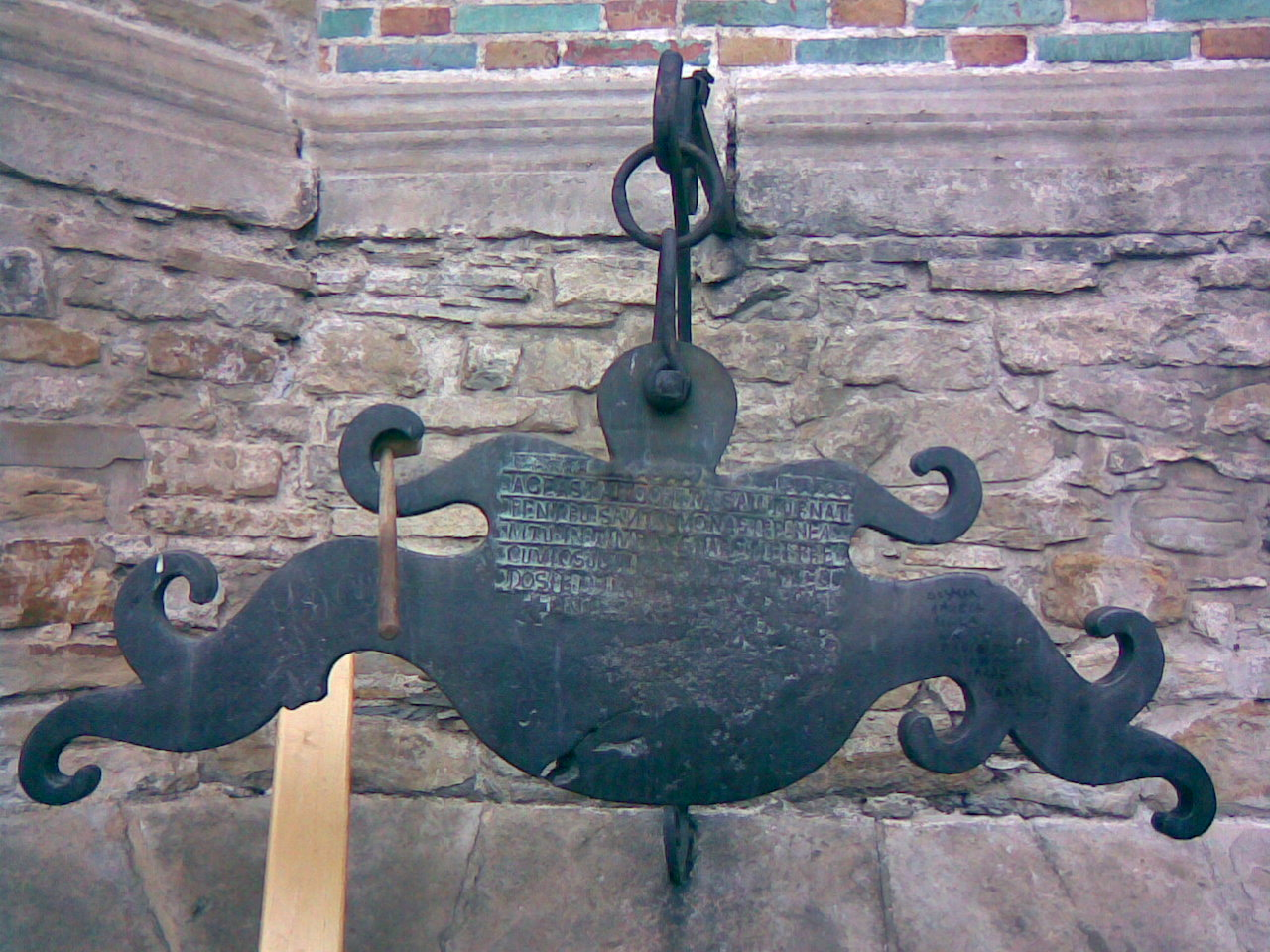
Toaca Mănăstirii Neamț

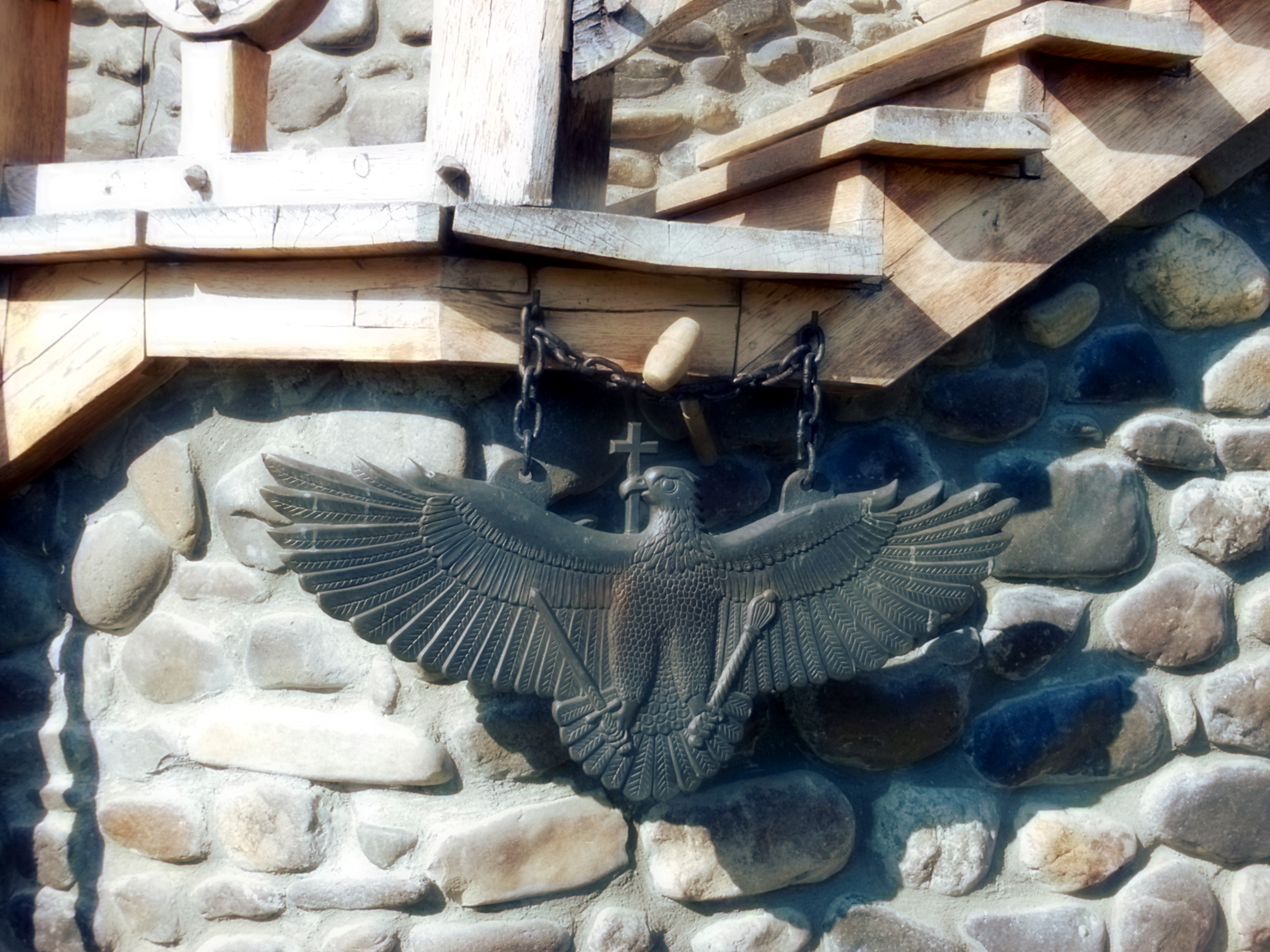
Toaca folosită la Mănăstirea Bârsana

## Toaca în alte culturi sau religii

### Gandi
Gandi este o toacă din lemn de origine indiană folosită de călugării budiști tibetani ca instrument ritual. Utilizarea sa este rară, servind pentru a anunța ceremonia de confesare a păcatelor (gso-shyong) ce are loc de două ori pe lună.

### Muzica contemporană
Toaca este unul din instrumentele muzicale folosite de Iannis Xenakis în „Choephores” din suita pentru 12 instrumente Oresteia (1966).